# Primera categoria del Campionat de Catalunya de futbol 1913-1914
Resultats de la lliga de Primera categoria del Campionat de Catalunya de futbol 1913-1914.

## Sistema de competició
El campionat va ser disputat en un grup únic d'onze equips. S'enfrontaren tots contra tots en una volta única en camp neutral.
El equips afiliats a la Federació considerats de primera categoria eren: FC Avenç, FC Badalona, FC Barcelona, Català SC, FC Espanya, RCD Espanyol, FC Numància, Real Polo JC, Universitari SC, FC Internacional i FC T.B.H., els equips que havien jugat a la màxima categoria la temporada anterior.

## Classificació final
| Pos | Equip            | PJ | PG | PE | PP | GF | GC | DG  | Pts | Classificació |
| --- | ---------------- | -- | -- | -- | -- | -- | -- | --- | --- | ------------- |
| 1   | FC Espanya (C)   | 8  | 7  | 0  | 1  | 23 | 4  | +19 | 16  | Campió (+2)   |
| 2   | FC Internacional | 8  | 5  | 1  | 2  | 23 | 11 | +12 | 13  | (+2)          |
| 3   | RCD Espanyol     | 8  | 7  | 0  | 1  | 15 | 6  | +9  | 10  | (-4)          |
| 4   | FC Barcelona     | 8  | 5  | 0  | 3  | 13 | 7  | +6  | 10  |               |
| 5   | Universitary SC  | 8  | 4  | 1  | 3  | 14 | 15 | −1  | 9   |               |
| 6   | FC Badalona      | 8  | 4  | 0  | 4  | 9  | 12 | −3  | 6   | (-2)          |
| 7   | Català FC        | 8  | 2  | 0  | 6  | 6  | 27 | −21 | 6   | (+2)          |
| 8   | Avenç FC         | 8  | 1  | 0  | 7  | 8  | 6  | +2  | 2   | (Abd)         |
| 9   | FC Numància      | 8  | 0  | 0  | 8  | 1  | 24 | −23 | 0   | (Nota)        |
| 10  | Reial Polo JC    | 0  | 0  | 0  | 0  | 0  | 0  | 0   | 0   | (Abd)         |
| 11  | FC T.B.H.        | 0  | 0  | 0  | 0  | 0  | 0  | 0   | 0   | (Dqf)         |

El campionat resultà molt mogut. El Numància fou expulsat després de la primera jornada en retirar-se del camp en el seu partit. Molts encontres no es disputaren perquè algun equip arribà tard al mateix o amb menys jugadors dels reglamentats, o simplement perquè cediren els punts. El Polo no arribà a disputar cap partit i abandonà la competició durant el transcurs de la mateixa. L'Avenç també abandonà la competició per problemes institucionals (el FC Avenç desaparegué i tornà a néixer poc després com a Avenç de l'Sport).
El campió final fou el FC Espanya. Espanyol i Barcelona van quedar empatats en la tercera posició. La federació decidí organitzar un partit de desempat entre ambdós clubs, però el Barça es negà a jugar afirmant que tenia millor goal-average. La federació atorgà, per tant, la tercera posició a l'Espanyol. En la classificació final no es compten els partits de Polo (que no va arribar a disputar cap partit) i TBH (que fou expulsat de la competició).

## Resultats
| Jornada | Data       | Camp                   | Local - Visitant             | Resultat |
| ------- | ---------- | ---------------------- | ---------------------------- | -------- |
| 1       | 26-10-1913 | camp del Barcelona     | Espanyol - Internacional     | 2-1      |
| 1       | 26-10-1913 | camp de l'Espanya      | Barcelona - Badalona         | 4-1      |
| 1       | 26-10-1913 | camp de l'Universitari | Polo - Català                | (c/p)    |
| 1       | 26-10-1913 | camp del Badalona      | Avenç - Numància             | 6-0      |
| 1       | 26-10-1913 | camp del Polo          | TBH - Universitari           | 0-2      |
| 2       | 09-11-1913 | camp del Català        | Numància - Polo              | (c/p)    |
| 2       | 09-11-1913 | camp de l'Avenç        | Badalona - Català            | 2-0      |
| 2       | 09-11-1913 | camp del Barcelona     | Espanyol - Universitari      | 1-3      |
| 2       | 09-11-1913 | camp de l'Espanyol     | Espanya - Internacional      | 4-1      |
| 2       | 09-11-1913 | -                      | Barcelona - TBH              | (n/d)    |
| 3       | 16-11-1913 | camp del Català        | Numància - Badalona          | (c/p)    |
| 3       | 16-11-1913 | camp de l'Universitari | Avenç - Polo                 | (c/p)    |
| 3       | 16-11-1913 | camp de l'Espanya      | Espanyol - Barcelona         | 1-0      |
| 3       | 16-11-1913 | camp de l'Avenç        | Espanya - Universitari       | 3-1      |
| 3       | 16-11-1913 | -                      | Català - TBH                 | (n/d)    |
| 4       | 23-11-1913 | camp de l'Universitari | Avenç - Badalona             | 1-4      |
| 4       | 23-11-1913 | camp del Polo          | Espanyol - Català            | 5-0      |
| 4       | 23-11-1913 | camp de l'Espanyol     | Espanya - Barcelona          | 1-0      |
| 4       | 23-11-1913 | camp de l'Espanya      | Internacional - Universitari | 3-3      |
| 4       | 23-11-1913 | -                      | Numància - TBH               | (n/d)    |
| 5       | 30-11-1913 | camp de l'Espanya      | Numància - Espanyol          | (c/p)    |
| 5       | 30-11-1913 | camp del Barcelona     | Polo - Badalona              | (c/p)    |
| 5       | 30-11-1913 | camp de l'Universitari | Espanya - Català             | 5-0      |
| 5       | 30-11-1913 | camp de l'Espanyol     | Internacional - Barcelona    | 2-1      |
| 5       | 30-11-1913 | -                      | Avenç - TBH                  | (n/d)    |
| 6       | 14-12-1913 | camp del Català        | Numància - Espanya           | 0-9      |
| 6       | 14-12-1913 | camp del Badalona      | Avenç - Espanyol             | 1-2      |
| 6       | 14-12-1913 | camp de l'Universitari | Internacional - Català       | 7-0      |
| 6       | 14-12-1913 | camp de l'Espanya      | Universitari - Barcelona     | 1-5      |
| 6       | 14-12-1913 | -                      | Polo - TBH                   | (n/d)    |
| 7       | 11-01-1914 | camp de l'Espanyol     | Numància - Internacional     | 1-5      |
| 7       | 11-01-1914 | camp de l'Universitari | Avenç - Espanya              | (n/d)    |
| 7       | 11-01-1914 | camp de l'Espanya      | Polo - Espanyol              | (c/p)    |
| 7       | 11-01-1914 | camp del Barcelona     | Universitari - Català        | 5-1      |
| 7       | 11-01-1914 | -                      | Badalona - TBH               | (n/d)    |
| 8       | 22-02-1914 | camp de l'Espanya      | Numància - Universitari      | (c/p)    |
| 8       | 22-02-1914 | camp del Català        | Avenç - Internacional        | (n/d)    |
| 8       | 22-02-1914 | camp del Barcelona     | Badalona - Espanyol          | 0-2      |
| 8       | 22-02-1914 | camp del Polo          | Barcelona - Català           | 3-1      |
| 8       | 22-02-1914 | camp de l'Espanyol     | Polo - Espanya               | (n/d)    |
| 9       | 25-02-1914 | camp de l'Espanya      | Numància - Barcelona         | (c/p)    |
| 9       | 25-02-1914 | camp de l'Universitari | Polo - Internacional         | (n/d)    |
| 9       | 25-02-1914 | camp de l'Espanyol     | Badalona - Espanya           | (c/p)    |
| 9       | 25-02-1914 | -                      | Avenç - Universitari         | (n/d)    |
| 9       | 25-02-1914 | -                      | THB - Espanyol               | (n/d)    |
| 10      | 08-02-1914 | camp de l'Espanyol     | Numància - Català            | 0-4      |
| 10      | 08-02-1914 | camp de l'Espanya      | Badalona - Internacional     | 0-4      |
| 10      | 08-02-1914 | -                      | Avenç - Barcelona            | (n/d)    |
| 10      | 08-02-1914 | -                      | Polo - Universitari          | (n/d)    |
| 10      | 08-02-1914 | -                      | TBH - Espanya                | (n/d)    |
| 11      | 15-02-1914 | camp de l'Espanyol     | Badalona - Universitari      | 2-1      |
| 11      | 15-02-1914 | camp del Barcelona     | Espanyol - Espanya           | 2-1      |
| 11      | 15-02-1914 | -                      | Avenç - Català               | (n/d)    |
| 11      | 15-02-1914 | -                      | Polo - Barcelona             | (n/d)    |
| 11      | 15-02-1914 | -                      | TBH - Internacional          | (n/d)    |
|         |            |                        |                              |          |

## Golejadors
| Gols |                      |                  |
| ---- | -------------------- | ---------------- |
| 5    | Gabriel Bau          | FC Espanya       |
| 4    | Josep Segarra        | FC Internacional |
| 4    | Armet Kinké          | Universitary SC  |
| 2    | Juanito López        | RCD Espanyol     |
| 2    | Enric Ponz           | RCD Espanyol     |
| 2    | Alejandro Apolinario | Universitary SC  |
| 2    | Mario Passani        | FC Espanya       |
| 2    | José Berdié          | FC Barcelona     |
| 2    | Duval                | Avenç FC         |
| 2    | Gausachs             | Avenç FC         |
| 2    | Torroella            | Avenç FC         |
|      |                      |                  |

Notes
- Segons la premsa de l'època que es consulti els golejadors poden variar i en alguns casos poden no ser esmentats, per la qual cosa la classificació pot contenir errors.

## Copa Catalunya
Al final de la temporada es disputà el Concurs Copa Catalunya, organitzat per la Federació Catalana. El finalistes foren Avenç de l'Sport i FC Barcelona.
| FC Barcelona                        | 4 - 0  | L'Avenç de l'Sport |
| ----------------------------------- | ------ | ------------------ |
| Massana · Morales · Mallorquí · Bau | [ 26 ] |                    |

 Camp del carrer Muntaner, Barcelona